# Patriarsze parafie w Finlandii
Patriarsze parafie w Finlandii – zbiorowa nazwa grupy parafii prawosławnych w Finlandii, które w odróżnieniu od większości placówek duszpasterskich tego wyznania na terytorium kraju nie należą do Fińskiego Kościoła Prawosławnego, ale uznają zwierzchność Patriarchatu Moskiewskiego.
Według danych z 2011 Patriarchat Moskiewski posiadał w Finlandii sześć parafii. Były to:
- parafia Kazańskiej Ikony Matki Bożej w Pori,
- parafia Zaśnięcia Matki Bożej w Turku,
- parafia Opieki Matki Bożej w Helsinkach,
- parafia św. Mikołaja w Helsinkach,
- parafia św. Kseni z Petersburga w Helsinkach,
- parafia św. Serafina z Sarowa w Stormi.

Parafie są obsługiwane przez czterech kapłanów i jednego diakona. Oficjalnym zwierzchnikiem całej struktury jest patriarcha moskiewski i całej Rusi Cyryl.